# Иоаникий (Исаичев)
Епископ Иоанникий (в миру Иоанн Карпович Исаичев; 1875, село Сосновая Маза, Хвалынский уезд, Саратовская губерния — осень 1937) — епископ Древлеправославной церкви Христовой, епископ Саратовский и Астраханский.

## Биография
Родился в 1875 году в селе Сосновая Маза недалеко от Хвалынска в крестьянской семье. Родители его не признавали священство Белокриницкой иерархии.
Признал законность Белокриницкой иерархии, Иван Исаичев перешёл под омофор Московской архиепископии. В 1899 году епископом Саратовским Паисием (Лапшиным) был поставлен во священника. Принимал активное участие в строительстве храма в Хвалынске. Возведён в сан протоиерея.
После того как епископ Саратовский и Астраханский Мелетий (Картушин) занял Московскую архиепископскую кафедру, встал вопрос о новом епископе на Саратовско-Астраханскую кафедру.
11 июня  1922 года на Рогожском кладбище в Москве был рукоположён во епископа. Хиротонию совершили 10 епископов, собравшихся там на освященный собор. В том же году ему было поручено временно управлять Уральской епархией.
Жил на Черемшане. Когда монастырь был закрыт Советской властью, весной 1929 года переехал в Хвалынск.
В конце 1930 или начале 1931 года подвергся аресту. Вероятно, речь идёт о невозможности выплатить непосильное налоговое обложение и попытке спасти что-то из вещей, принадлежавших детям владыки или церкви.
Епископ Иоанникий вышел на свободу в январе 1931 года, однако уже в середине марта последовал повторный арест. С 15 марта владыка находился в заключении в Вольске и за неуплату государственного налога был осуждён на 5 лет ссылки, которую отбывал в Томской области (деревня Стрежня Усть-Чулымского сельсовета Кривошеинского района Томского округа и село Молчаново).
В начале 1935 года епископ Иоанникий находился уже на родине и участвовал в переписке по вопросу избрания местоблюстителя архиепископского престола, поддерживая епископа Викентия (Никитина), следовательно, пятилетний срок ссылки он отбыл не полностью.
Арестован и расстрелян осенью 1937 года.